# رحمة (زوجة أيوب)
رحمة بنت ميشيا بن أفرايم بن يوسف بن يعقوب، هي زوجة النبي أيوب كما ذكر المؤرخون وبعض المفسرين المسلمين، وهذا مما لم يثبت بنص صحيح صريح عن النبي محمد، قال السيوطي: وأخرج ابن عساكر عن وهب بن منبه رضي الله عنه قال: زوجة أيوب عليه السلام: رحمة رضي الله عنها بنت ميشا بن يوسف بن يعقوب بن إسحاق بن إبراهيم عليهم السلام. بينما ذكر الشاعر والمؤرخ العراقي ياسين العمري أن إسمها ونسبها هو رحمة بنت أفرائيم بن يوسف بن يعقوب بن اسحاق بن إبراهيم.

## قطع ذوائبها
ذُكر في القرآن: ﴿وَأَيُّوبَ إِذْ نَادَى رَبَّهُ أَنِّي مَسَّنِيَ الضُّرُّ وَأَنْتَ أَرْحَمُ الرَّاحِمِينَ ۝٨٣﴾ (سورة الأنبياء، الآية 83) وكان نبياً مرسلاً صاحب أنعام وحرث وأولاد، فابتلاه الله بذهاب كلها، وهلاكها، ثم ابتلاه بجسده فلم يبق منه سليم سوى قلبه ولسانه يذكر بهما ربه ويقال: إنها احتاجت فصارت تخدم الناس من أجله، كما ذُكر: ﴿فَاسْتَجَبْنَا لَهُ فَكَشَفْنَا مَا بِهِ مِنْ ضُرٍّ وَآتَيْنَاهُ أَهْلَهُ وَمِثْلَهُمْ مَعَهُمْ رَحْمَةً مِنْ عِنْدِنَا وَذِكْرَى لِلْعَابِدِينَ ۝٨٤﴾ [الأنبياء:84] (سورة الأنبياء، الآية 84) فقام الله بإحياء من مات من أولاده، أو أعطاه مثلهم من أولاده، قيل: إنه قيل له: إن أهلك في الجنة إن شئت أتيناك بهم وإن شئت تركناهم لك فيها، وعوضناك مثلهم في الدنيا، فاختار الثانية.
وذُكر في كتاب «كشف الأسرار»: لما قصدت رحمة زوجة أيوب أن تقطع ذوائبها فعرف أيوب ذلك، حلف غضباً لله لأن امرأته كانت محرمة وطلبت قطع ذوائبها، فأبى وحلف، ولذلك لما عوفي: ﴿وَخُذْ بِيَدِكَ ضِغْثًا فَاضْرِبْ بِهِ وَلَا تَحْنَثْ إِنَّا وَجَدْنَاهُ صَابِرًا نِعْمَ الْعَبْدُ إِنَّهُ أَوَّابٌ ۝٤٤﴾ (سورة ص، الآية 44) الآية، قال: كانت امرأته قد عَرَضت له بأمر، وأرادها إبليس على شيء، فقال: لو تكلمت بكذا وكذا، وإنما حملها عليها الجزع، فحلف نبي الله: لِئن الله شفاه ليجلِدنَّها مئة جلدة؛ قال: فأمر بغصن فيه تسعة وتسعون قضيبا، والأصل تكملة المِئَة، فضربها ضربة واحدة، فأبرّ نبيُّ الله، وخَفَّفَ الله عن أمَتِهِ، والله رحيم.
وذكر في «المدارك» في تفسير الآية: (... وآتيناه أهله ومثلهم معهم...) (سورة الأنبياء، الآية 84). وروي، أن أيوب وكان له من البنين سبعون، ومن البنات سبعة، وله ثلاث آلاف بعير، وسبعة آلاف شاة، وخمسمائة عبد لكل عبد امرأة وولد، فابتلاه الله بذهاب أولاده وماله، وتمرض في بدنه ثماني عشرة سنة، أو ثلاث عشرة سنة، أو ثلاث سنين، فقالت له امرأته رحمة يوماً: لو دعوت الله عز وجل فقال لها: كم كانت مدة الرخاء؟ فقالت: ثمانين سنة، فقال: أنا أستحي من الله أن أدعوه، وما بلغت من بلائي مدة رخائي، فلما كشف الله عنه أحيا أولاده ورزقه مثلهم معهم.
وذكر في «الإتقان»: قال ابن أبي حيثمة: كان أيوب عليه السلام بعد سليمان عليه السلام وابتلي وهو ابن سبعين سنة ومدة بلائه سبع سنين، وروى الطبري، أن مدة عمر أيوب ثلاث وتسعون سنة.
وذكر في «كشف الأسرار»: اختلف في مدة بلائه. [و] روى ابن شهاب عن انس رضي الله عنه يرفعه: «أنَّ أيُّوبَ لبثَ في بلائهِ ثماني عشرة سنة» وقال وهب: ثلاث سنين لم يزد يوماً، وقال كعب: سبع سنين، وقيل: سبع سنين وسبعة أشهر وسبعة أيام.
وذكر في كتاب «البستان» أن أيوب عليه السلام تزوج ليا بنت يعقوب عليه السلام وقيل: رحمة بنت ابن يوسف، وهو الأصح. وقيل: إن رحمة بنت ميشا ابن يوسف عليه السلام.
وذكر في "تاريخ ابن الوردي" ناقلاً عن "الكامل لابن الأثير: أن أيوب بن موص بن رازج بن عيص بت إسحاق بن إبراهيم الخليل وكان صاحب أموال عظيمة، وكانت له البثنية من أعمال دمشق ملكاً، وكانت زوجته رحمة، فابتلاه الله في جسده وكانت وتقوم بنفسها وبه، ولأنها قطعت ضفائرها، وحلف لئن عافاه الله ليضربنها مائة سوط، ولما أراد الله كشف البلاء عنه عجزت رحمة. في ذلك اليوم عن القوت فباعت ضفيرتها من امرأة برغيفين من الخبز، وأتت إلى أيوب وأخبرته فقال عند ذلك: ﴿وَأَيُّوبَ إِذْ نَادَى رَبَّهُ أَنِّي مَسَّنِيَ الضُّرُّ وَأَنْتَ أَرْحَمُ الرَّاحِمِينَ ۝٨٣﴾ (سورة الأنبياء، الآية 83) قال تعالى: ﴿فَاسْتَجَبْنَا لَهُ فَكَشَفْنَا مَا بِهِ مِنْ ضُرٍّ وَآتَيْنَاهُ أَهْلَهُ وَمِثْلَهُمْ مَعَهُمْ رَحْمَةً مِنْ عِنْدِنَا وَذِكْرَى لِلْعَابِدِينَ ۝٨٤﴾ (سورة الأنبياء، الآية 84) فأرجل جبرائيل فبشره وأخذه بيده وأقامه، وأنبه الله له عيناً من تحت قدميه، فشرب منها، فشفي من جميع ما في بدنه من العلل، ثم اغتسل فيها فخرج كأحسن ما كان، ورد الله عليه ضعف ما فقد له من الأموال، ورد إليه أهله وأولاده، ورد إلى زوجته رحمة حسنها وجمالها، وولدا لأيوب ستة وعشرين ولداً ذكراً. ومنهم: بشر وهود وذو الكفل.
ولما عوفي أيوب أمره الله أن يأخذ عرجوناً من النخل فيه مائة شمراخ فيضرب به زوجته ضربة واحدة ليبر في يمينه ففعل كذلك وكان أيوب نبياً في عهد يعقوب في قول بعضهم.

## وفاتها
ماتت «رحمة» في حياة أيوب وقيل: عاشت بعده قليلاً، وماتت ودُفنت بأرض الشام.

## طالع أيضًا
- أيوب
- أيوب (اسم)
- هاجر (اسم)